# Los Van Van
Los Van Van es una orquesta cubana, fundada el 4 de diciembre de 1969 por el bajista Juan Formell en La Habana, Cuba.

## Inicios
Vital para el éxito y sonoridad peculiar de Los Van Van fue la trayectoria de su director, Juan Formell. Antes de fundar Los Van Van, el 4 de diciembre de 1969, incursionó como contrabajista, desde la Orquesta del Instituto Cubano de Radio y Televisión hasta varios grupos de son y jazz. Su paso por la Orquesta Revé marcó un momento decisivo en la búsqueda del estilo que quería alcanzar; puso a prueba su espíritu renovador brindando a la misma algunas soluciones sonoras y de formato.
Formell incorporó el bajo, la organeta, la guitarra eléctrica, los violines y sustituyó la flauta de cinco por la de sistema. El trabajo vocal se sustituyó por el montaje de voces propio de los cuartetos. Esta experimentación sirvió de punto de partida para que, una vez creado Los Van Van, su contagioso ritmo sentara pautas en la música popular bailable.

## Década de 1970

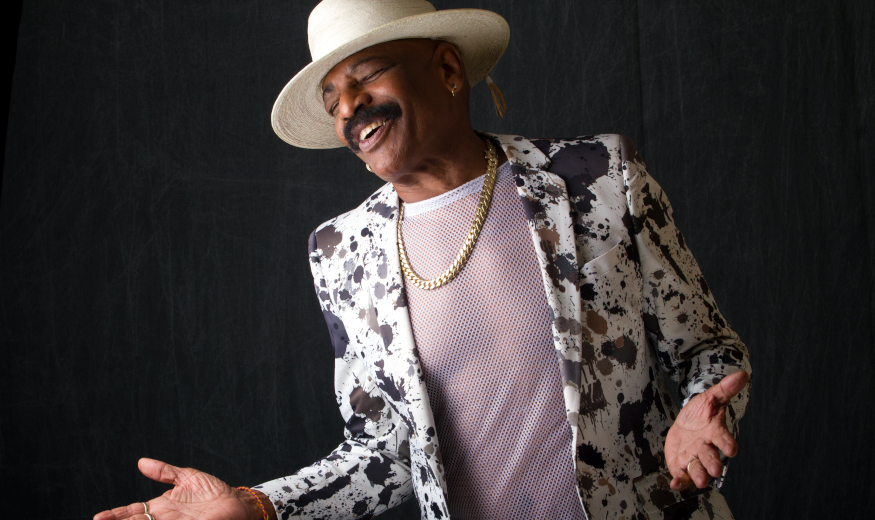
Pedro Calvo

A comienzos de esta década, importantes críticos y conocedores del tema avizoraban el exitoso futuro de Los Van Van. Juan Formell, manteniendo los aportes realizados a la anterior agrupación, La Revé, enriqueció el set con otros instrumentos, como la percusión, que fueron tejiendo lo que definiría como el songo. Este modo de abordar el son con elementos tomados del jazz y el rock consiste en un diseño rítmico en la percusión combinado con un figurado de piano y el bajo, creando entonces timbres armónicos y melódicos diferentes.
José Luis Quintana (Changuito), Raúl Cárdenas (El Yulo), César Pedroso (Pupy), Pedrito Calvo, Fernando Leyva, Jesús Linares, Orlando Canto, José Luis Cortés (El Tosco), Julio Noroña, Gerardo Miró, William Sánchez, José Luis Martínez y Miguel Ángel Rasalps (El Lele), junto a su director, exploraron todas las formas posibles y llegaron entonces a este ritmo que se convierte en la base de su sonoridad.
En esos años graban sus primeros cinco discos y debutan en varios escenarios internacionales.

## Década de 1980
Este representó un período importante para la orquesta: rompen su propio estilo incorporando el sonido bronco y rajado de los trombones, introducen a su vez sintetizadores, teclados con múltiples posibilidades sonoras. El empleo del saxofón sintetizado y de los violines eléctricos llama mucho la atención en ese momento.
En materia discográfica, suman a su haber nuevos triunfos como son: El Baile del Buey Cansao (1982), Anda, Ven y Muévete (1984), La Habana Sí (1985), Eso Que Anda (1986), Nosotros Los Del Caribe (1987). Por último, Songo (1988) da paso a una nueva etapa.
En estos años su música trasciende las fronteras latinoamericanas y escenarios de Reino Unido, Austria, Suiza y Alemania son testigos de un ritmo capaz de contagiar al más escéptico de los bailadores.

## Década de 1990
Los Van Van inician los años 1990 con una gran gira por toda Cuba celebrando sus 20 años. Evolucionan hacia la contemporaneidad tímbrica y van en busca de expresiones más complejas y preciosistas como el pad.
Sus producciones no dejan duda de que llegan a la madurez: piezas como “Que le den candela” y “Ese es mi problema”, del disco Azúcar (1993), “Soy normal, natural” y “Qué sorpresa”, de Lo Último En Vivo (1994), “Deja la ira” y “De igual a igual”, de ¡Ay Dios Ampárame! (1995) y “Esto te pone la cabeza mala” y “Llévala a tu vacilón” de Te Pone La Cabeza Mala (1997), así como “Permiso que llegó Van Van”, “El negro está cocinando” y “Temba tumba timba”, de Llegó... Van Van (1999), son obras que han arrasado sin compasión en el contexto de la salsa, por su contagioso ritmo, alegría y buen gusto. Todos conservan el sello del grupo, aun cuando utilicen otros recursos orquestales.

## Desde el año 2000
El año 2000 agradece una obra de más de treinta años con el éxito del disco Llegó Van Van (o Van Van is here) en los premios Grammy Latinos.
En enero de 2010, la canción "A Cali" fue elegida por votación popular como uno de los temas de la 52.ª Feria de Cali, en Cali (Colombia); la canción alcanzó 7905 de los 30 742 votos, y con ello un 26 % de la votación total.

## Estilo
Los Van Van fue la primera agrupación cubana en utilizar un sintetizador. José Luis Quintana (Changuito) durante muchos años fue percusionista principal de la banda y junto con Juan Formell creador del ritmo característico del grupo llamado songo. El pianista y coautor, con Formell, de muchos números de la orquesta, César Pedroso (Pupy), abandonó el grupo en el 2001 y dirige actualmente su propia orquesta Pupy y Los que Son Son.
Un sello distintivo del grupo es el uso de la picaresca, la ironía, el costumbrismo en sus canciones. Convirtiéndose en una suerte de crónica de la realidad cubana, sus textos ofrecen una circunstancia social, temáticas que recrean lo jocoso de la cotidianidad cubana.

## Discografía
- Los Van Van, Vol I (1969)
- Los Van Van (1973)
- Juan Formell y Los Van Van (1974)
- Orquesta Los Van Van (1976)
- Van Van (1979)
- El Baile del Buey Cansao (1982)
- Qué Pista (1983)
- Anda, Vén y Muévete (1984)
- La Habana Sí (1985)
- Eso Que Anda (1986)
- Al Son del Caribe (1987)
- El Negro No Tiene Na (1988)
- ""Songo (1988)
- Crónicas (1989)
- ¡Aquí El Que Baila Gana! (1990)
- Azúcar (1992)
- Bailando Mojado (Dancing Wet) (1993)
- Lo Último En Vivo (1994)
- ¡Ay Dios, Ampárame! (1995)
- De Cuba Con Salsa Formell (1997)
- Te Pone La Cabeza Mala (1997)
- Llegó... Van Van (Van Van Is Here) (1999)
- En El Malecón De La Habana (2002)
- Vive (2004)
- Chapeando (2004)
- Arrasando (2008)
- La Maquinaria (2011)
- La Fantasía (Homenaje A Juan Formell) (2014)
- A cali (2016)
- Legado (2018)

1. Legado
2. Vamos A Pasarla Bien
3. Vanvanidina
4. Culpable De Nada
5. Vanvaneo
6. Al Paso
7. Que Pena
8. Te Extraño
9. Por Que Lo Haces
10. Yo No Soy Un Mango
11. Hecho Pa Bailar
12. Legado De Vida
13. Amiga Mia
14. Anda, Camina Juan

- Mi Songo (2020)

- Modo Van Van (2023)